# Канада на летних Олимпийских играх 1976
Канада принимала участие в Летних Олимпийских играх 1976 года в Монреале (Канада) в семнадцатый раз за свою историю, и завоевала пять серебряных и шесть бронзовых медалей. Сборную страны представляли 124 женщины. В единственный раз за всю историю Олимпийских игр, сборная принимающей стороны не выиграла ни одной золотой олимпийской медали.

## 02!Серебро
- Каноэ, мужчины, 500 метров — Джон Вуд.
- Лёгкая атлетика, мужчины, прыжок в высоту — Грег Джой.
- Конный спорт, мужчины — Мишель Вилланкурт.
- Плавание, мужчины, 4х100 метров, эстафета — Stephen Pickell, Graham Smith, Clay Evans, Gary MacDonald.
- Плавание, женщины, 400 метров — Черил Гибсон.

## 03!Бронза
- Плавание, женщины, 100 метров — Ненси Гарапик.
- Плавание, женщины, 200 метров — Ненси Гарапик.
- Плавание, женщины, 400 метров — Шеннон Смит.
- Плавание, женщины, 400 метров — Бекки Смит.
- Плавание, женщины, 4х100 метров, эстафета — Gail Amundrud, Barbara Clark, Becky Smith, Anne Jardin.
- Плавание, женщины, 4х100 метров, эстафета — Wendy Cook, Robin Corsiglia, Susan Smith, Anne Jardin.

## Результаты соревнований

### Академическая гребля
В следующий раунд из каждого заезда проходили несколько лучших экипажей (в зависимости от дисциплины). В финал A выходили 6 сильнейших экипажей, ещё 6 экипажей, выбывших в полуфинале, распределяли места в малом финале B.
Мужчины
| Соревнование | Спортсмены           | Предварительный заезд | Предварительный заезд | Предварительный заезд | Отборочный заезд | Отборочный заезд | Отборочный заезд | Полуфинал | Полуфинал | Полуфинал | Финал   | Финал   | Итоговое место |
| Соревнование | Спортсмены           | Заезд                 | Время                 | Место                 | Заезд            | Время            | Место            | Заезд     | Время     | Место     | Время   | Место   | Итоговое место |
| ------------ | -------------------- | --------------------- | --------------------- | --------------------- | ---------------- | ---------------- | ---------------- | --------- | --------- | --------- | ------- | ------- | -------------- |
| двойки       | Брайан Лав Майк Нири | 2                     | 7:05,10               | 4                     | 1                | 6:56,91          | 3 Q              | 1         | 6:45,05   | 5 QB      | Финал B | Финал B | 9              |
| двойки       | Брайан Лав Майк Нири | 2                     | 7:05,10               | 4                     | 1                | 6:56,91          | 3 Q              | 1         | 6:45,05   | 5 QB      | 7:30,24 | 3       | 9              |